# Heteropsis perspicua
Heteropsis perspicua là một loài bướm ngày thuộc họ Nymphalidae. Nó được tìm thấy ở KwaZulu-Natal, Swaziland, Transvaal, Mozambique, từ Zimbabwe đến Kenya, ở miền đông Zaire và Tanzania.
Sải cánh dài 38–43 mm đối với con đực và 42-48 đối với con cái. Con trưởng thành bay quanh năm.
Ấu trùng ăn các loài Poaceae, bao gồm Ehrharta erecta, Panicum maximum và Pennisetum clandestinum.

## Phụ loài
- Heteropsis perspicua perspicua
- Heteropsis perspicua camerounica Kielland, 1994